# Савицкий, Николай Викторович
Николай Викторович Савицкий (род. 16 декабря 1939, Москва, СССР) — советский и российский киновед. Кандидат искусствоведения (1982). Член Союза кинематографистов России.

## Биография
Родился Николай Викторович Савицкий 16 декабря 1939 года в Москве.
В 1969 году окончил Всесоюзный государственный институт кинематографии.
С 1972 года работал заведующим отделом журнала «Искусство кино». Печатается с 1966 года.
В 1975—1991 годах был членом Коммунистической партии Советского Союза.
Был автором статей по советскому и зарубежному кино.

### Книги
- Савицкий Н. Человек и его дело // Экран: 1976—1977. — М.: Искусство, 1978. — С. 92—96. — 285 с.
- Савицкий Н. Прямая связь // Экран: 1978—1979. — М.: Искусство, 1979. — С. 87—92. — 272 с.

### Статьи
- Савицкий Н. Далёкий 41-й // Советский экран. — 1972. — Июнь (№ 12). — С. 2.
- Савицкий Н. Становление характера // Советская культура. — 1974. — 5 марта (№ 19). — С. 5.
- Савицкий Н. Воспоминания о мужестве // Правда. — 1974. — 23 июля (№ 204). — С. 3.
- Савицкий Н. Герой в трёх измерениях // Комсомольская правда. — 1974. — 14 ноября.
- Савицкий Н. Дорогами войны // Советская культура. — 1976. — 2 ноября (№ 88). — С. 5.
- Савицкий Н. Светлая сказка // Советская культура. — 1977. — 21 января (№ 7). — С. 5.
- Савицкий Н. Два фильма одной студии // Искусство кино. — 1978. — № 8. — С. 52—62. — ISSN 0130-6405.
- Савицкий Н. Фильм «Инспектор ГАИ» // Советский экран. — 1983. — Июнь (№ 12).